# Lenguaje claro
El lenguaje claro es un estilo de redacción clara, concisa y bien organizada, que además sigue otras buenas prácticas apropiadas para un tema o ámbito y el público al que va dirigida, según definición de la ley federal de Estados Unidos conocida con Plain Writing Act de 2010 [Ley de redacción clara de 2010].
Una definición alternativa es la de la International Plain Language Federation [Federación Internacional de Lenguaje Claro], que considera que una comunicación está en lenguaje claro si su redacción, estructura y diseño son tan claros que el público al que va dirigida puede: 1) encontrar fácilmente lo que necesita, 2) entender lo que encuentra y 3) usar esa información.
No se debe confundir el lenguaje claro con la lectura fácil. Mientras que el lenguaje claro no tiene un público destinatario específico, la lectura fácil es una adaptación de los contenidos dirigida en especial a las personas con dificultades lectoras.

## Estándar internacional de lenguaje claro
En 2023, la Organización Internacional de Normalización (ISO) publicó el estándar ISO 24495-1:2023 (UNE-ISO 24495-1 en España, “Lenguaje claro — Parte 1: Principios rectores y directrices”. Dicha norma establece principios y directrices para redactar comunicaciones en lenguaje claro, aplicables a cualquier idioma y tipo de documento, tanto en el sector público como privado. Su objetivo es asegurar que los textos sean comprensibles, útiles y accesibles para sus destinatarios.

## Principios clave del estándar ISO 24495-1:2023
Este estándar o norma define que un texto está en lenguaje claro si:
- El público objetivo puede encontrar fácilmente la información que necesita, entenderla y usarla.
- El texto es claro en su redacción, estructura y diseño.

Además, proporciona directrices prácticas sobre:
- Organización de la información
- Elección de palabras y frases
- Diseño visual y formato
- Pruebas con usuarios

Este estándar fue desarrollado por expertos de la International Plain Language Federation (IPLF) y otros organismos internacionales, y es reconocido como la referencia global para la comunicación clara.

## Historia
Antes del siglo XX, era usual para los escritores y legisladores de diferentes idiomas europeos como el idioma inglés, español, y alemán, entre otros, utilizar un estilo rimbombante, complicado, muy difícil de leer. Una oración podía abarcar media página, llena de frases subordinadas y complejas. El gran filósofo Georg Wilhelm Friedrich Hegel era famoso por escribir oraciones que fácilmente abarcaban hasta tres páginas.
No es claro el origen de esta tradición, pero parece haberse originado con el latín clásico, en el cual este tipo de prosa era perfectamente aceptable.

## El lenguaje claro en español

### Argentina
En Argentina, a mediados de la década de 2000, se realizó el Proyecto Comunicación en Lenguaje Claro, incluido dentro del Programa de Asistencia Técnica para el Fortalecimiento del Sistema Nacional de Inversión Pública (FOSIP). El programa suponía la aplicación, en el ámbito del Ministerio de Economía, de pautas y criterios correspondientes a la búsqueda de un lenguaje claro, y fue financiado por el Banco Mundial. 
En Buenos Aires, la Dra. Mariana Cucatto, docente titular de las asignaturas "Introducción a la Lengua y la Comunicación" y "Lengua II" en la Facultad de Humanidades y Ciencias de la Educación, Universidad Nacional de La Plata, coordinó los cursos en capacitación online destinado a los operadores jurídicos. Inicialmente para fiscales, defensores, jueces, camaristas y abogados. Desde el año 2012,  forman parte de la plantilla y oferta formativa de la Escuela Judicial dependiente del Consejo de la Magistratura de la Provincia de Buenos Aires, cuya aprobación representa un antecedente a considerar para el acceso a la carrera judicial en la Provincia de Buenos Aires.
En el 2015 el Ministerio de Justicia y Derechos Humanos puso en línea el sitio web  Derecho Fácil para adaptar las leyes argentinas al lenguaje claro. 
En el 2018 se creó la Red de Lenguaje Claro de Argentina, a través de un convenio firmado por la Secretaría de Legal y Técnica de la Nación, el Senado y el Ministerio de Justicia y Derechos Humanos. Se trata de una comunidad de organismos públicos, redes y personas que promueve el uso del lenguaje claro en los organismos del Estado.

### Chile
En agosto de 2004 el presidente del Senado de Chile inauguró el seminario Transparencia, derecho y lenguaje ciudadano, en el que participaron destacados académicos. El seminario se concentró en el análisis del desafío de conectar el trabajo legislativo con la ciudadanía a través de un lenguaje claro. Ahora los parlamentarios se enfrentan al desafío de traspasar su trabajo al ciudadano común a través de un lenguaje comprensible.

### España
El movimiento por el lenguaje claro en España se remonta a la década de 1980 con iniciativas como el Manual de Estilo del Lenguaje Administrativo (1990) y se consolidó en la década de 2010 con la publicación de guías y manuales en distintas administraciones, así como la creación de la Comisión de Modernización del Lenguaje Jurídico en 2009, cuyo informe destaca que “el 82% de la población no entiende bien lo que transmite la administración de Justicia”. En los últimos años, el impulso institucional se ha reforzado con la creación de la Red Panhispánica de Lenguaje Claro y Accesible promovida por la RAE, y la adopción de la norma internacional ISO 24495-1, convertida en España en la UNE-ISO 24495-1 en 2024, lo que supone un reconocimiento formal del lenguaje claro como derecho y como estándar profesional en la administración y el sector privado”.

### México
El presidente Vicente Fox, lanzó iniciativa de Lenguaje Ciudadano, el 5 de octubre de 2004, para comenzar a simplificar el lenguaje del gobierno. Su propósito es transmitir los mensajes gubernamentales de forma sencilla, clara y precisa, para su total comprensión, evitando la comunicación compleja y obscura.
Entre las acciones para fomentar esta iniciativa se entregaron los [Reconocimientos de Lenguaje Ciudadano para reconocer el esfuerzo de las instituciones gubernamentales para fomentar la claridad de sus documentos.
Dentro del Servicio Profesional de Carrera, el Lenguaje Ciudadano es una capacidad técnica transversal, es decir, algunos servidores públicos reciben capacitación y son evaluados en esta materia.
En julio de 2007, se incorporó el uso del Lenguaje Ciudadano dentro del Manifiesto Nuevo León sobre Usabilidad y Accesibilidad para los Portales Gubernamentales Mexicanos, esto con la idea de que los sitios de gobierno también incorporen esta iniciativa en el diseño de sus contenidos web.

## En otros países e idiomas

### Estados Unidos de América
A finales del siglo XIX, algunos prosistas notables (como Abraham Lincoln) demostraron que el lenguaje llano podía ser elegante cuando era utilizado correctamente (por ejemplo, el Discurso de Gettysburg), pero dichos prosistas estaban muy adelantados a su época.
Durante los años 1920, manuales de estilo como el de William Strunk Jr. Los Elementos del Estilo, luego reeditado junto a E.B. White, promovieron activamente la idea de escribir en un lenguaje llano. Sin embargo, muchas de las recomendaciones de Los Elementos no estaban basadas en una sólida comprensión del funcionamiento de la lengua y carecían de un pleno conocimiento gramatical, lo cual causó y sigue causando muchas confusiones a la hora de redactar claramente basándose en esas recomendaciones. En los Estados Unidos de América, tomó unos 50 años para que la idea del lenguaje fuera más ampliamente aceptada.
Durante los años 1970, la revolución del lenguaje claro se implementó en los campos del derecho y el gobierno, como lo comprueba la popularidad de libros como Plain English for Lawyers (Lenguaje Llano para Abogados) y la aprobación de una ley especial, en el 1976, promoviendo el uso del lenguaje llano en las normas jurídicas de los Estados Unidos de América (Ver: Paperwork Reduction Act).
A finales de la década de 1990, el presidente Bill Clinton hizo del lenguaje llano una iniciativa importante de su administración. En un memorándum presidencial , formalizó el requerimiento de que todas las nuevas normas y regulaciones de su gobierno fueran escritas en este estilo.
En 1994, se creó la red federal de acción e información en lenguaje claro PLAIN (plainlanguage.gov). En 2003, La Dra. Annetta Cheek junto a un grupo de empleados federales que habían sido parte de la red PLAIN, forman la organziación sin fines de lucro Center for Plain Language para impulsar el uso del lenguaje claro en el ámbito privado y instancias no federales. 
En 2010, se firmó la Ley de Escritura Clara (Plain Writing Act) que exige a los organismos a nivel federal redactar la información destinada al público de manera clara y comprensible.

### Canadá
En 1971 el gobierno de Canadá instituyó la Comisión para la Reforma de la Ley. Dicha Comisión tenía la responsabilidad de revisar todas las leyes federales existentes y publicar recomendaciones para su mejora. En 1976, la Conferencia de Lenguaje Uniforme, elaboró las Convenciones para Escritura Legislativa que incorporaba principios de lenguaje sencillo y claro. Estas Convenciones tenían como objetivo modernizar y estandarizar los estilos de escritura en todo documento normativo.
El caso del gobierno canadiense resulta ser un caso exitoso ya que ese país cuenta con gran experiencia para reescribir legislación con alto contenido técnico. De hecho el Ministerio de Justicia, no sólo utilizó un lenguaje sencillo y claro, se preocupó por realizar consultas a los usuarios y en muchos casos realizó pruebas piloto sobre el uso de la nueva legislación.
Existe un esfuerzo gubernamental permanente a través del Comité Intersecretarial de Plain Language y la Secretaría Nacional de Alfabetización para adoptar el uso de las técnicas del lenguaje sencillo y claro.

### Suecia
La primera iniciativa para utilizar un lenguaje sencillo y claro se originó en Suecia en 1976 cuando el Gobierno Sueco contrató a un experto en lingüística para organizar una modernización sistemática del lenguaje en documentos gubernamentales como leyes, decretos y documentos normativos. Más tarde, la práctica de simplificar el lenguaje se extendió a otros niveles de gobierno, a la academia e incluso a la iniciativa privada.
El proceso para simplificar los documentos gubernamentales y escribirlos en un lenguaje adecuado consistía en enviar cada documento para su revisión al grupo de expertos de Plain Language que dependía del Departamento de Justicia. Actualmente, el grupo denominado Plain Swedish Group promueve e implanta proyectos para el uso del lenguaje sencillo y claro en los que ha involucrado a más de la mitad de las instituciones gubernamentales suecas.
En Suecia ningún documento gubernamental puede imprimirse si no cuenta con la aprobación de este grupo. Entre sus actividades también se encuentra la entrega de los reconocimientos Plain Swedish Cristal a instituciones cuyo trabajo en la implantación del lenguaje sencillo y claro sea relevante.

### Reino Unido
En 1979, el Reino Unido inició una campaña de Plain English para combatir el gobbledygook, argot burocrático percibido como confuso y tedioso. Como parte de esta campaña, se inició un concurso público para otorgar el premio Clarity a aquellas instituciones gubernamentales cuya comunicación escrita fuera eficaz para reconocer la excelencia en su comunicación con la ciudadanía.
A la par se estableció una política para reescribir formatos gubernamentales. Debido a su éxito, este esfuerzo se amplió y se estableció de manera permanente, a través de cursos sobre diseño de información en la Unidad de Servicio Civil, dirigidos a abogados y otros al desarrollo de documentos legales. Igualmente, existen compañías consultoras dedicadas a ofrecer entrenamiento, escribir y editar documentos, tanto gubernamentales como del sector privado, como la UK Plain Language Commission y la Organización Clarity. Esta última comenzó como un esfuerzo de un grupo de abogados para promover el lenguaje legal sencillo y se ha convertido en un movimiento internacional con presencia en 34 países.
El proyecto para volver a escribir la legislación de impuestos fue uno de los desarrollos más significativos de la iniciativa de Plain English. Este comenzó en 1995, con el propósito de reescribir toda la legislación de impuestos existente y continuó con trabajos sobre la ley de ingreso y su código correspondiente.
El proyecto continua ya que su alcance se ha extendido a otras leyes. Tal vez la enseñanza más importante de esta experiencia sea que el proyecto reconoce que la claridad y legibilidad de los documentos depende no sólo de su texto sino también de la manera en que son presentados.

### Australia
En Australia este movimiento comenzó en 1987 cuando el gobierno estatal de Victoria realizó un reporte resultando en el manual de Plain English y el establecimiento de una unidad encargada de reescribir formas y documentos ya existentes. Los primeros resultados positivos de esta iniciativa representaron importantes ahorros. Por su parte, el gobierno federal lanzó un programa llamado Plain English and Simpler Forms para estandarizar y eficientar la comunicación gubernamental escrita, contando con el apoyo de diversos gobiernos estatales y del procurador general de Justicia para la simplificación de leyes, actas constitucionales y formas administrativas.
Posteriormente el Plain English se extendió al sector académico a través de la Universidad de Sídney con la creación del Centre for Plain Legal Language. Dicha organización se enfocaba a entrenar a abogados sobre el uso del lenguaje sencillo y claro, así como a la investigación de las implicaciones de incorporar este tipo de lenguaje en documentos jurídicos.
Sin embargo, uno de los mayores éxitos del uso de Plain English en Australia se dio en las compañías consultoras legales, ya que muchas de ellas establecieron unidades de Plain English, que incorporan conceptos de lenguaje sencillo en su trabajo con lo que los clientes de estas compañías están dejando atrás la terminología complicada y se están acostumbrando a la comunicación clara y eficaz.

### Francia
En el año 2002, Francia lanzó una encuesta que reveló información sobre la falta de entendimiento de los ciudadanos de las cartas y los formatos que el gobierno producía. Para atender esta situación el Gobierno francés creó el Comité para simplificar el lenguaje oficial (Comité d'orientation pour la simplification du langage administratif) o COSLA por sus siglas en francés. Dicho Comité fue creado por el Ministerio del Servicio Civil y el Ministerio de Cultura, con la misión de mejorar la calidad del lenguaje oficial y de verificar que las propuestas hechas por el Comité se pongan en práctica. La principal arma para fomentar que la interacción del gobierno con la ciudadanía sea más sencilla e igualitaria según el COSLA es simplemente el uso de un lenguaje más claro.